# Districte de La Neuveville

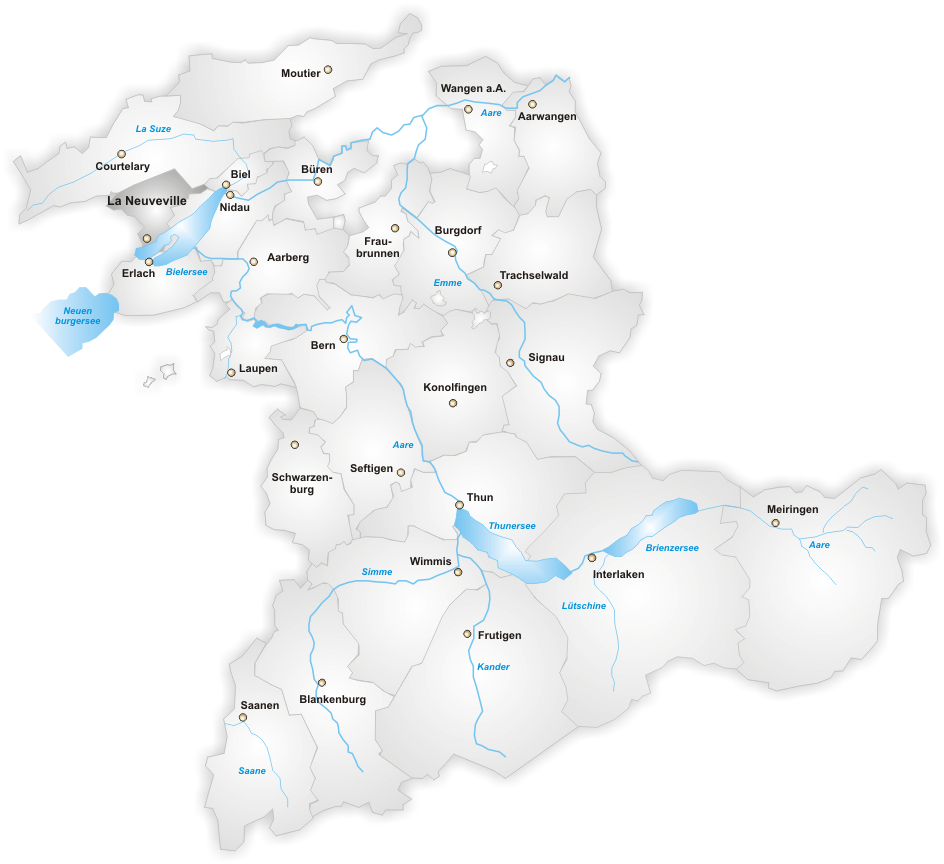
Districte de La Neuveville

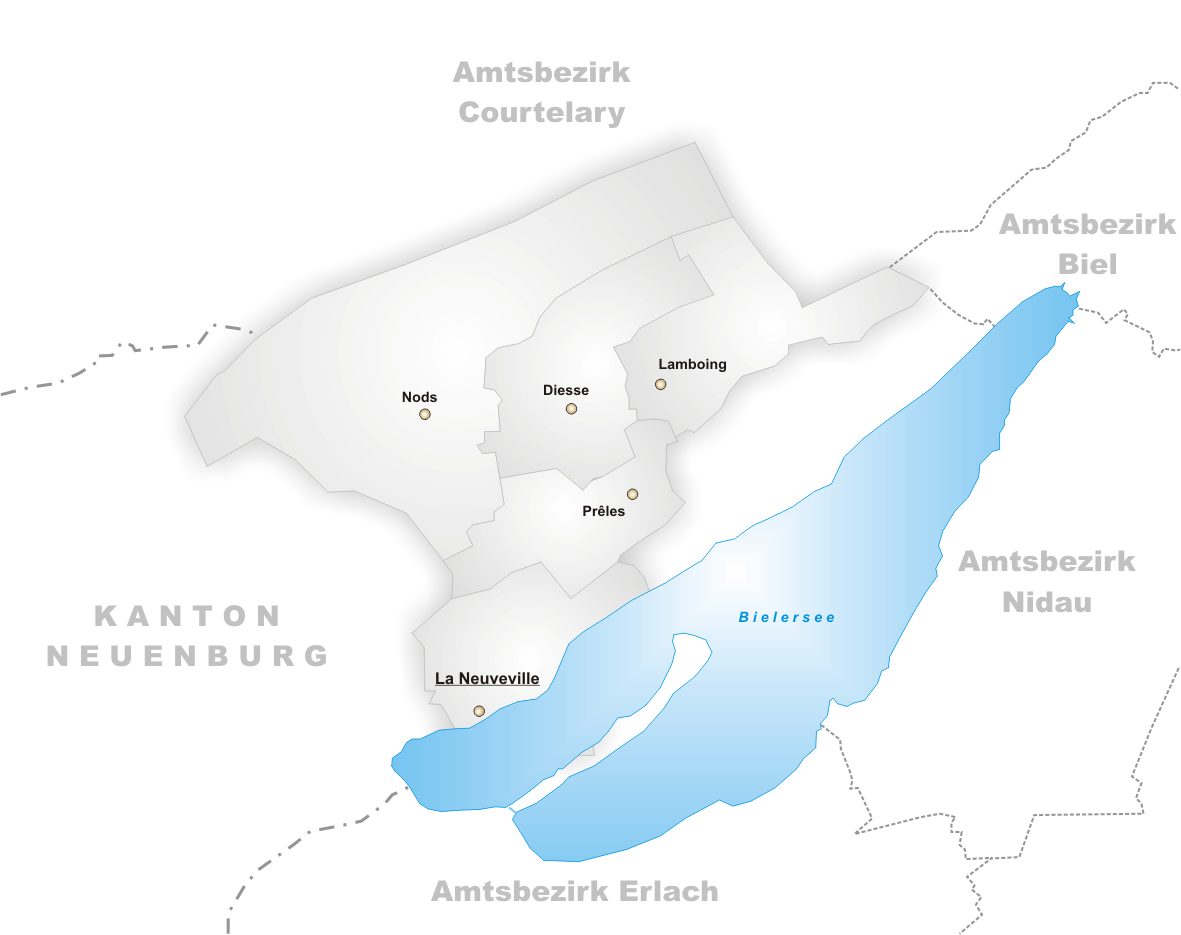
Municipis del Districte de La Neuveville

El Districte de La Neuveville és un dels 26 districtes del cantó de Berna, ubicat al nord-oest del cantó amb una superfície de 63 km². És un dels tres districtes francòfonos del cantó de Berna que formen la regió del Jura bernès (Jura bernois en francès).
La capital del districte és La Neuveville. El districte és format actualment per 5 municipis:
| Municipis     | Població (2004) | Superfície en hectárees |
| ------------- | --------------- | ----------------------- |
| Diesse        | 442             | 944                     |
| Lamboing      | 630             | 910                     |
| La Neuveville | 3420            | 680                     |
| Nods          | 697             | 2670                    |
| Prêles        | 894             | 698                     |